# Martintsi
Martintsi - Мартынцы (rus) - és un poble de l'óblast de Bélgorod, a Rússia. El 2010 tenia 211 habitants. Pertany al districte (raion) de Rovenkí.